# غرزة الأطلس

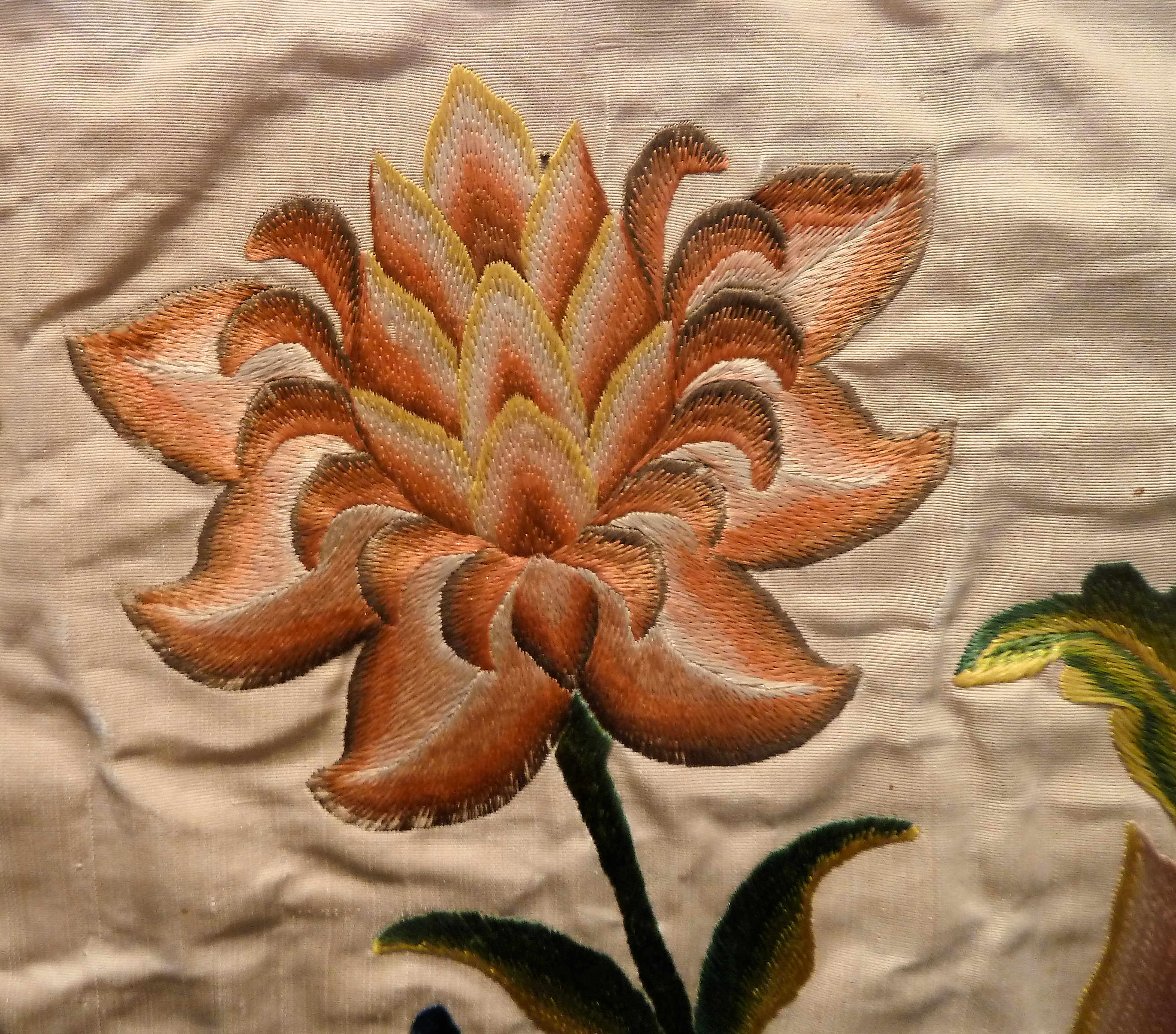
غرزة الأطلس على قماش من الحرير.

غرزة الأطلس في الخياطة والتطريز هي سلسلة من الغرز المسطحة التي تستخدم لتغطية جزء كامل من نسيج الخلفية. يمكن تنفيذ صفوف ضيقة من غرزة الأطلس باستخدام ماكينة الخياطة القياسية باستخدام غرز متعرجة أو قدم غرزة الأطلس الخاص.
و من أجل الحفاظ على حافة ناعمة، يمكن تحديد الأشكال مع غرزة الظهر أو الانقسام أو السلسلة قبل الشكل بأكمله بما في ذلك المخطط التفصيلي مع غرزة الأطلس.
و غالباً ما تستخدم غرزة الأطلس المصنوعة آلياً لتخطيط وأبليكه يزين النسيج الأرضي.

## معرض صور الغرزة

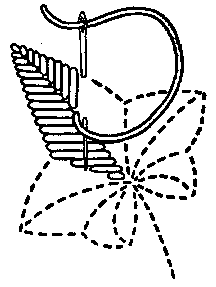
Satin stitch
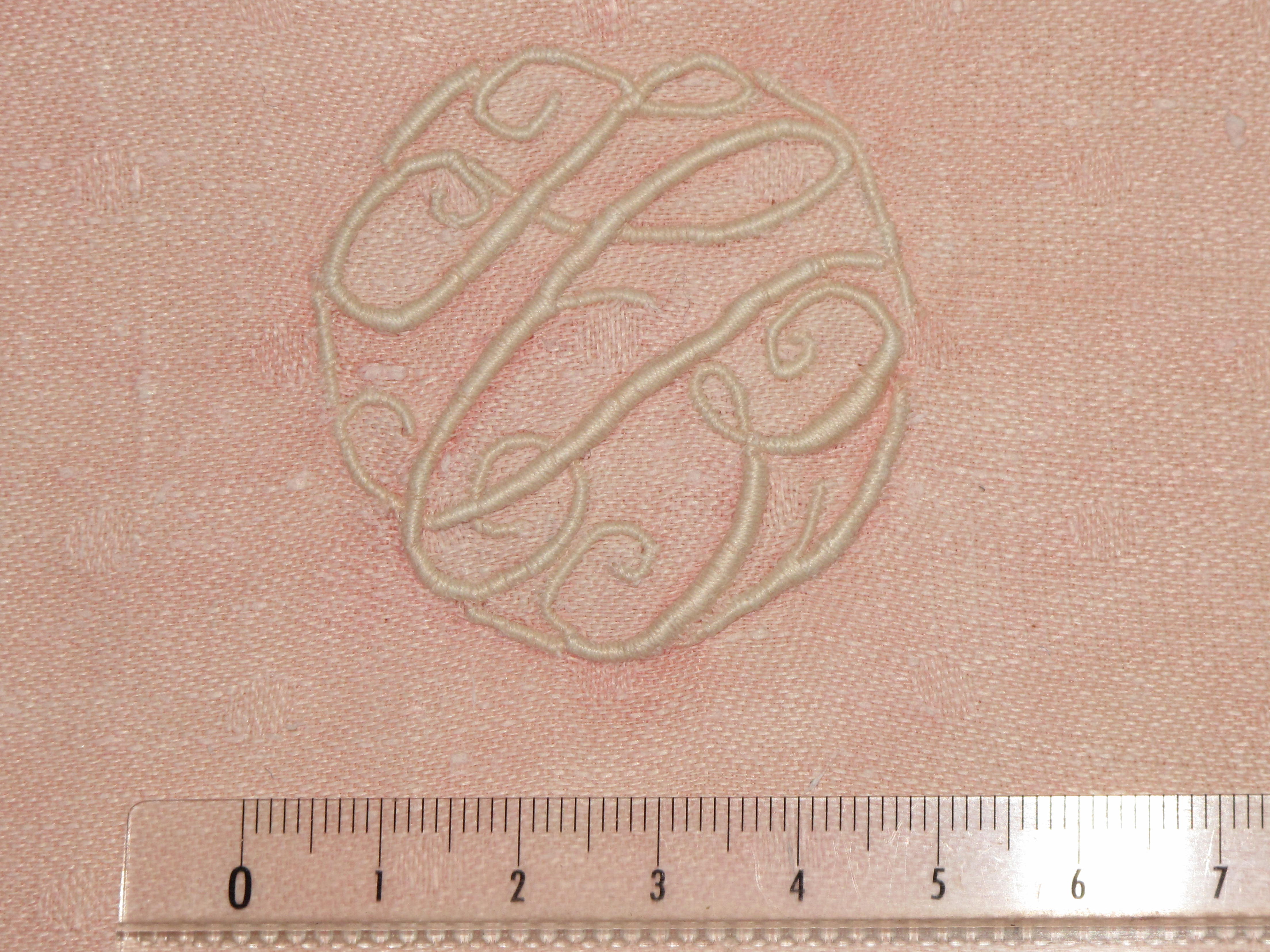
Bourdon stitch
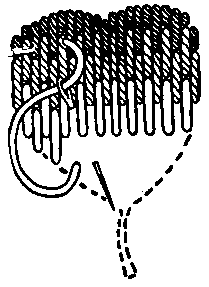
Brick stitch
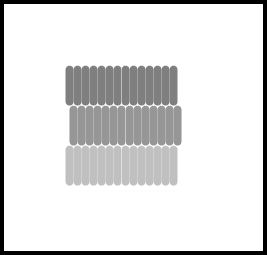
Encroaching satin stitch
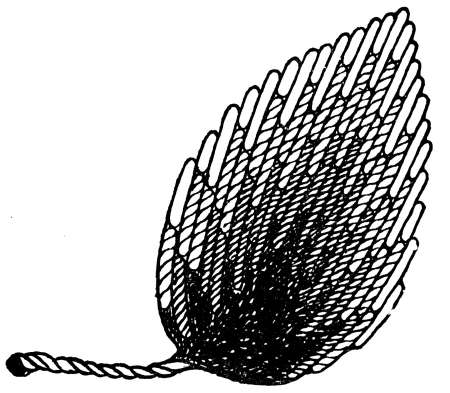
Long-and-short stitch